# Сница
Сница — река в России, протекает по Порховскому району Псковской области. Длина реки — 19 км.
Начинается из малого озера, лежащего в заболоченном лесу между озёрами Гусинское и Киселевское. Течёт на юго-запад мимо деревень Каменка, Пожни, Юрино, Демяхово, Кракотино, Столыпино, Ладыгино, Лабухино. Устье реки находится в 4 км по правому берегу реки Лучинки.

## Данные водного реестра
По данным государственного водного реестра России относится к Балтийскому бассейновому округу, водохозяйственный участок реки — Великая. Относится к речному бассейну реки Нарва (российская часть бассейна).
Код объекта в государственном водном реестре — 01030000212102000029225.